# Петропавловка (Аскинский район)
Петропа́вловка (баш. Петропавловка) — деревня в Аскинском районе Башкортостана. Административный центр Петропавловского сельсовета.

## Географическое положение
Расстояние до:
- районного центра (Аскино): 12 км,
- ближайшей железнодорожной станции (Куеда): 100 км.

## Население
| 2002 | 2009 | 2010 |
| ---- | ---- | ---- |
| 188  | ↗212 | ↘184 |

### Национальный состав
Согласно переписи 2002 года, преобладающие национальности —  башкиры (51 %), русские (32 %).